# Шокат Али
Шока́т Али́ (англ. Shokat Ali, род. 4 марта 1970 года) — английский профессиональный игрок в снукер. По происхождению он пакистанец, и представляет эту страну на различных соревнованиях международного класса.

## Карьера
Шокат стал профессионалом в 1991, но его лучшие годы пришлись на начало XXI столетия, когда он вышел в четвертьфинал турнира Таиланд Мастерс, выиграв по пути у Ронни О'Салливана. Также, в 1998 году Али победил Джимми Уайта в 1/16 другого рейтингового турнира, Гран-при; в 1999 году пакистанец повторил это достижение.
Лучший брейк Али составляет 139 очков, а наивысший рейтинг — 34 место (сезон 2003/04). Шокат Али известен своими достижениями на Азиатских играх 1998 года, когда он стал первым обладателем золотой медали в бильярдном спорте.
В 2005 году личный кий Али был украден. Вскоре после этого неприятного случая игра пакистанца сильно ухудшилась, и к концу сезона 2007/08 он выбыл из мэйн-тура.